# Gare de Gaspé
La gare de Gaspé est une gare ferroviaire terminus de la ligne de Matapédia à Gaspé. Elle est située à Gaspé dans la région de la Gaspésie–Îles-de-la-Madeleine au Québec.
Mise en service en 1911, elle n'est plus desservie par les trains de Via Rail Canada depuis 2011 et le service ferroviaire est officiellement suspendu depuis 2013.

## Histoire
Après une longue attente et plusieurs scandales, le premier train arrive à l'automne 1911 en gare de Gaspé.

La gare en service en 2008
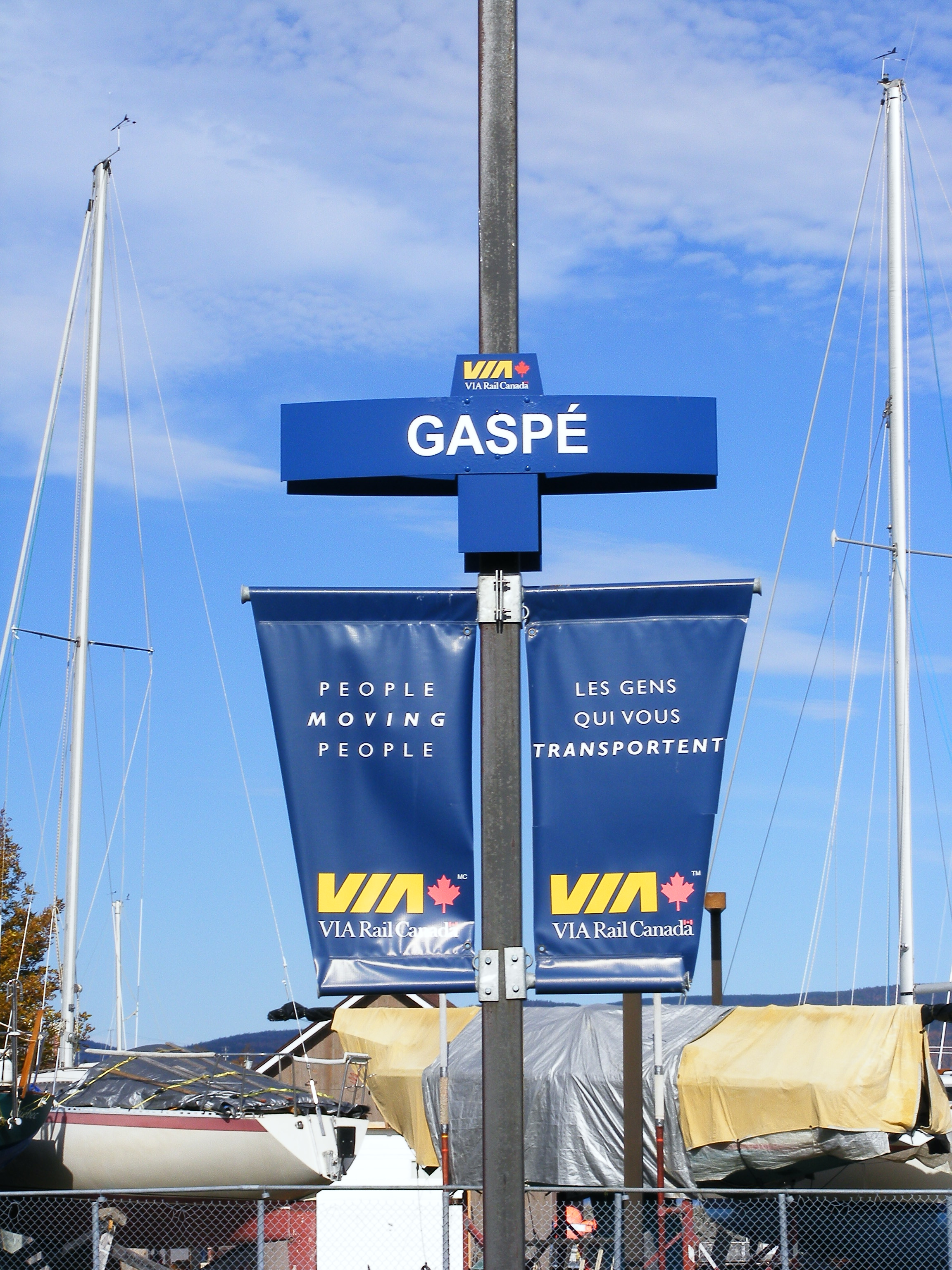
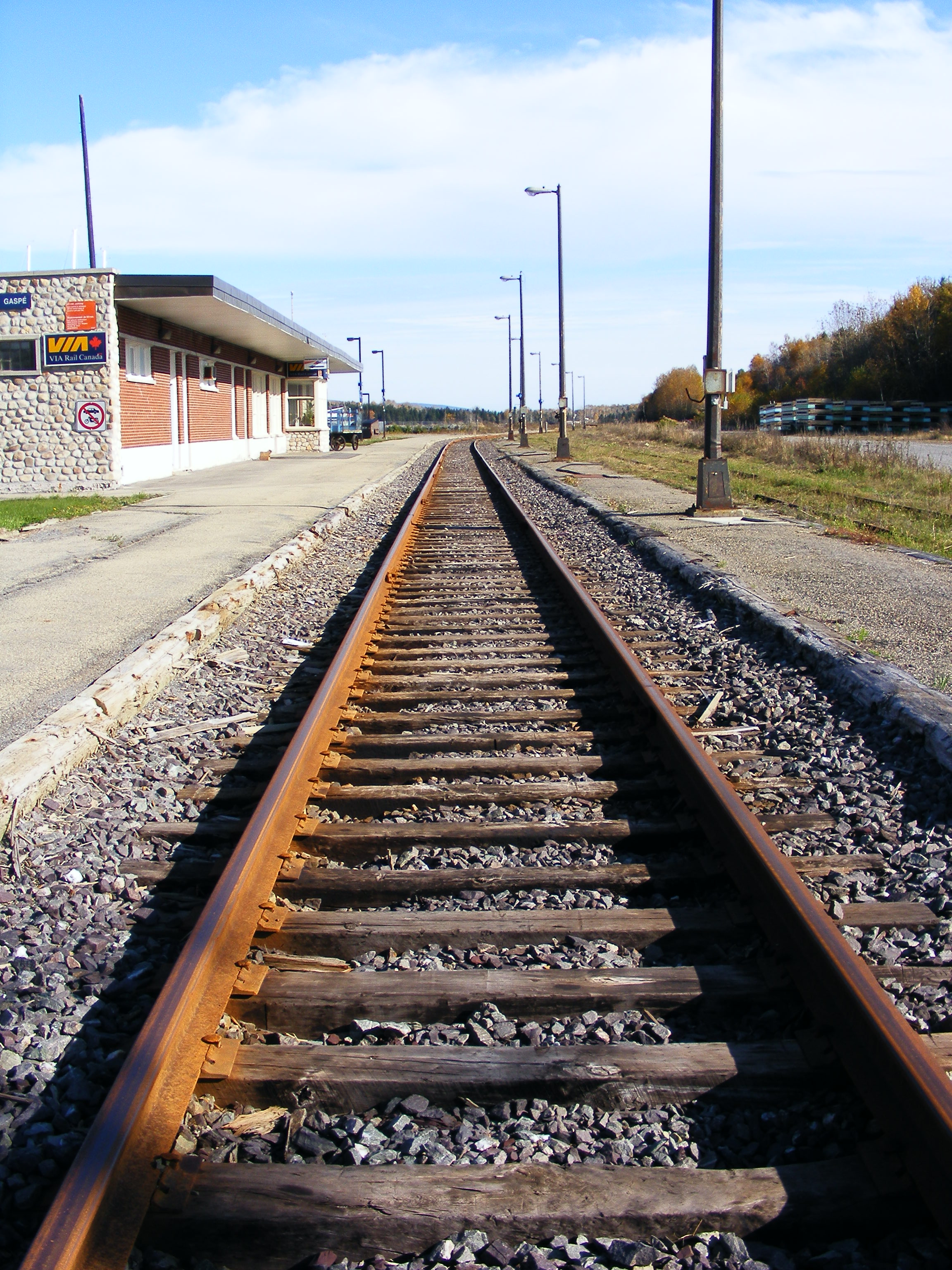
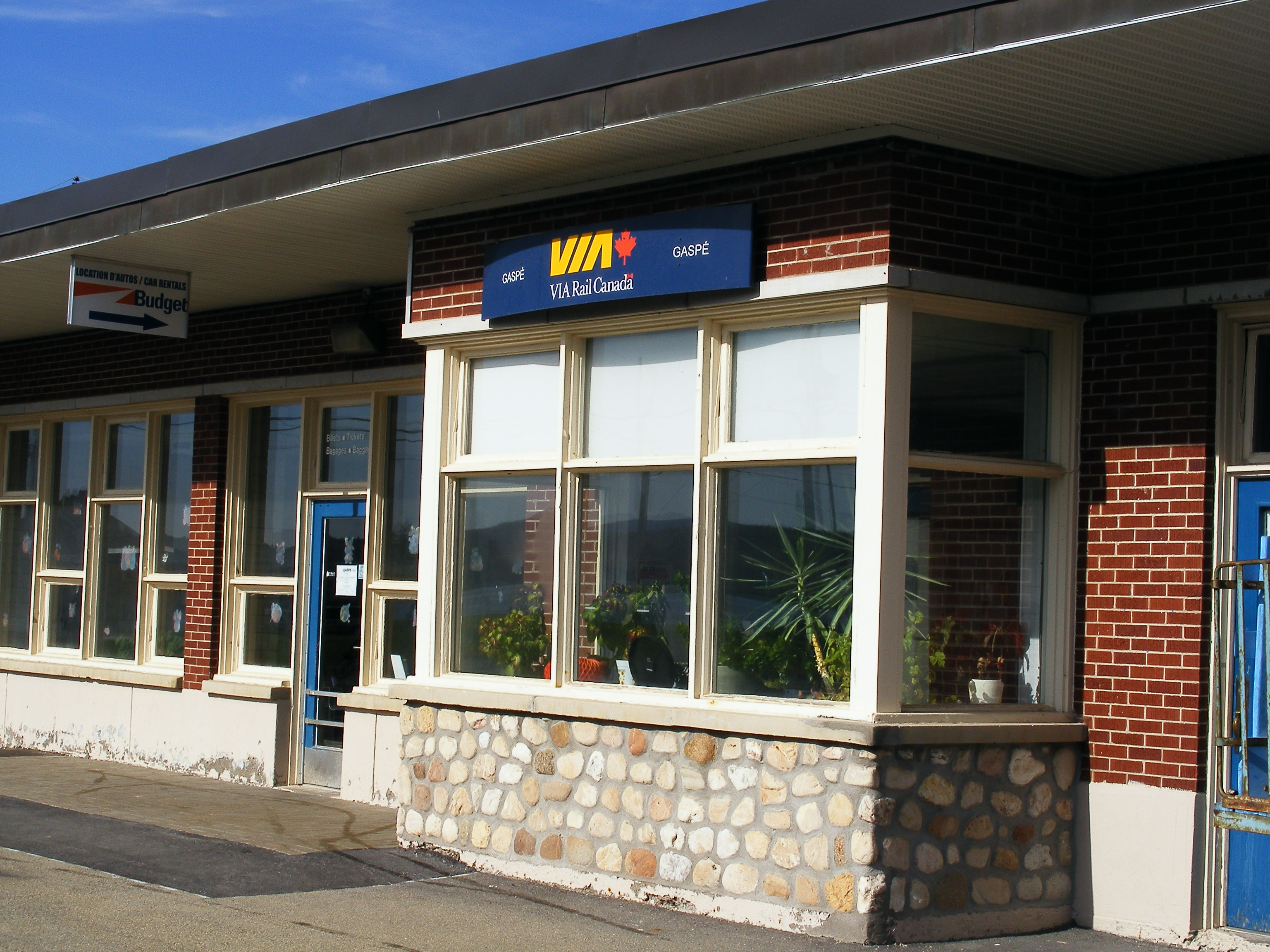
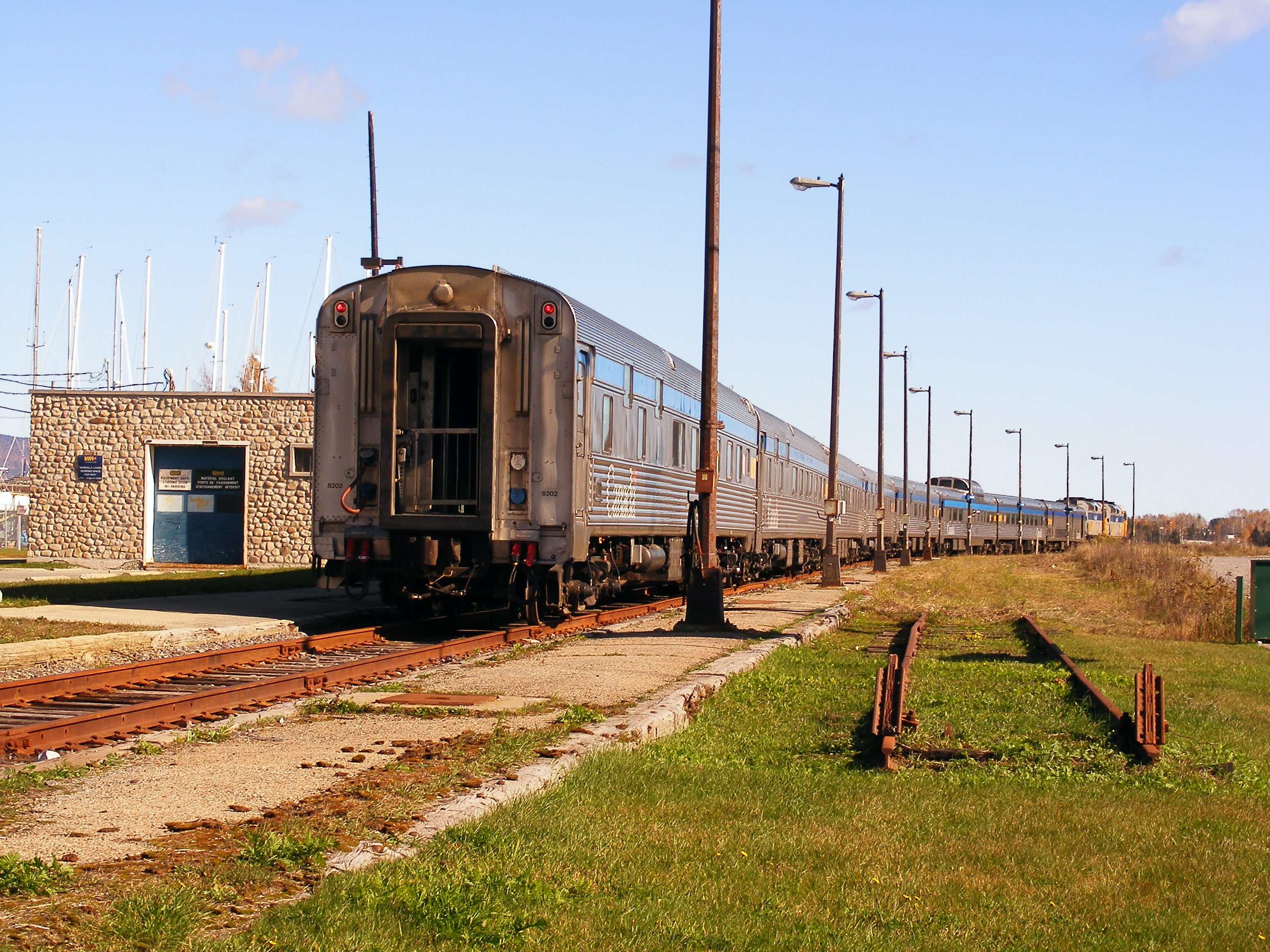

En 2010, le bâtiment de la gare est détruit par un « incendie criminel ». Le projet de construction d'une « gare intermodale », piloté par la municipalité de Gaspé, implique plusieurs partenaires futurs utilisateurs des installations, notamment : Via Rail Canada, Escale Gaspésie et la Société du chemin de fer de la Gaspésie.

La gare après l'incendie
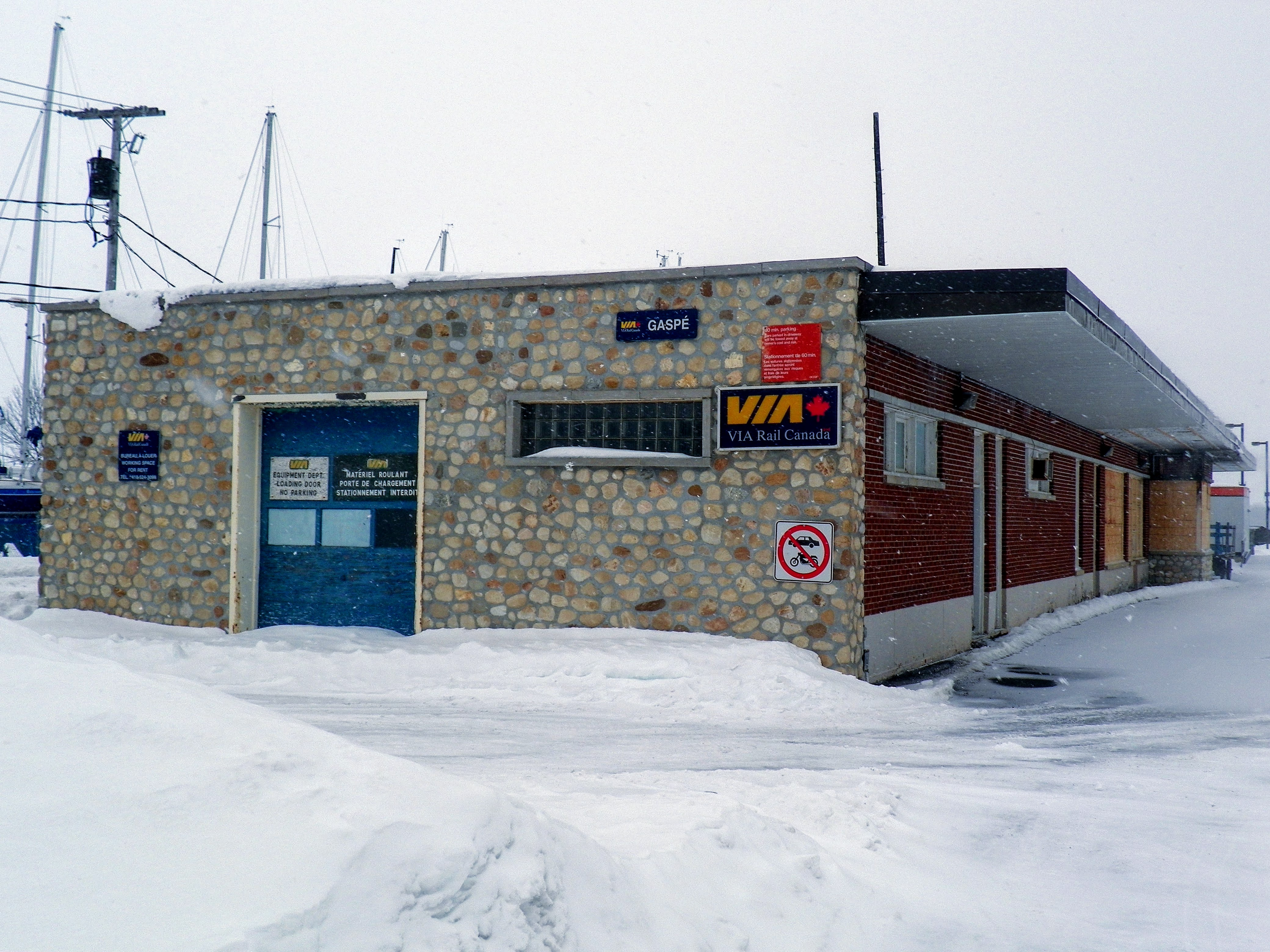
Bâtiment fermé.
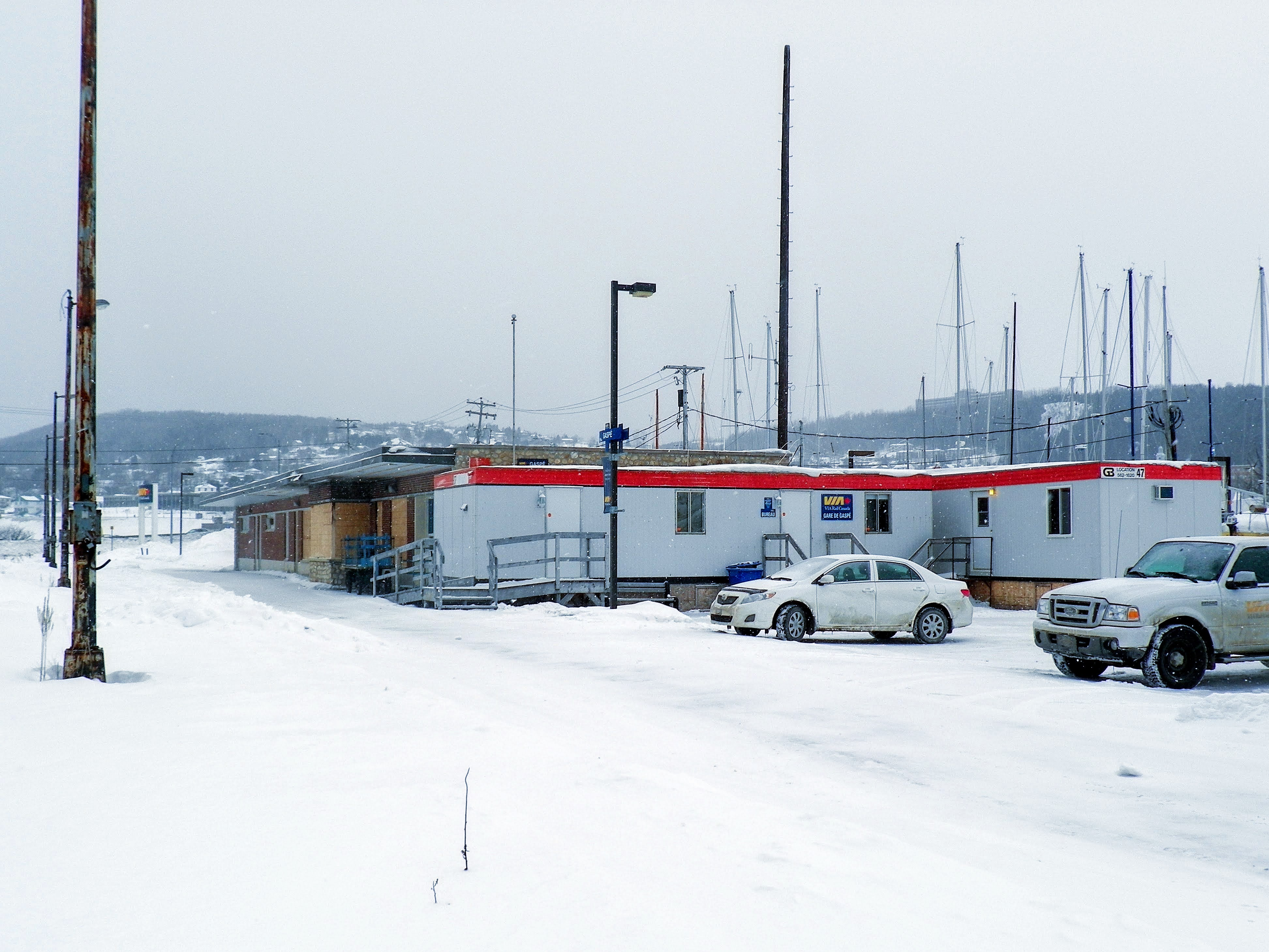
Bâtiment temporaire.

Le service de la gare de Gaspé par les trains de Via Rail Canada cesse « provisoirement » en décembre 2011 du fait du « mauvais état de la voie ferrée ». En août 2012, le chantier de construction d'un nouveau bâtiment intermodal est en cours pour un coût de 8 millions de dollars bien que le retour du train ne soit pas assuré, « pour le moment, les passagers de Via Rail, qui se rendent jusqu'à Gaspé, doivent terminer leur voyage en autocar de New Carlisle à Gaspé ».

## Service des voyageurs

### Desserte
La gare est fermée, le service ferroviaire est suspendu, la gare desservie la plus proche est la gare de Matapédia.